# Bijlmerramp
De Bijlmerramp was een vliegramp die op zondagavond 4 oktober 1992 plaatsvond in de Amsterdamse Bijlmermeer. Een Boeing 747-vrachtvliegtuig, vlucht LY-1862 van de Israëlische luchtvaartmaatschappij El Al, stortte neer op de flats Groeneveen en Klein-Kruitberg. Veertig appartementen werden door het ramptoestel weggevaagd en meer dan 135 appartementen stonden bloot aan de immense brand die op de inslag volgde.
In april 1998 werd een parlementaire enquête naar de ramp gestart, waarvan in april 1999 het eindrapport werd gepresenteerd. De ramp kostte aan ten minste 43 mensen het leven, onder wie de driekoppige bemanning en de enige passagier van het vliegtuig. De Bijlmerramp behoort tot de dodelijkste gebeurtenissen uit de geschiedenis van de Nederlandse luchtvaart.

## Fatale vlucht

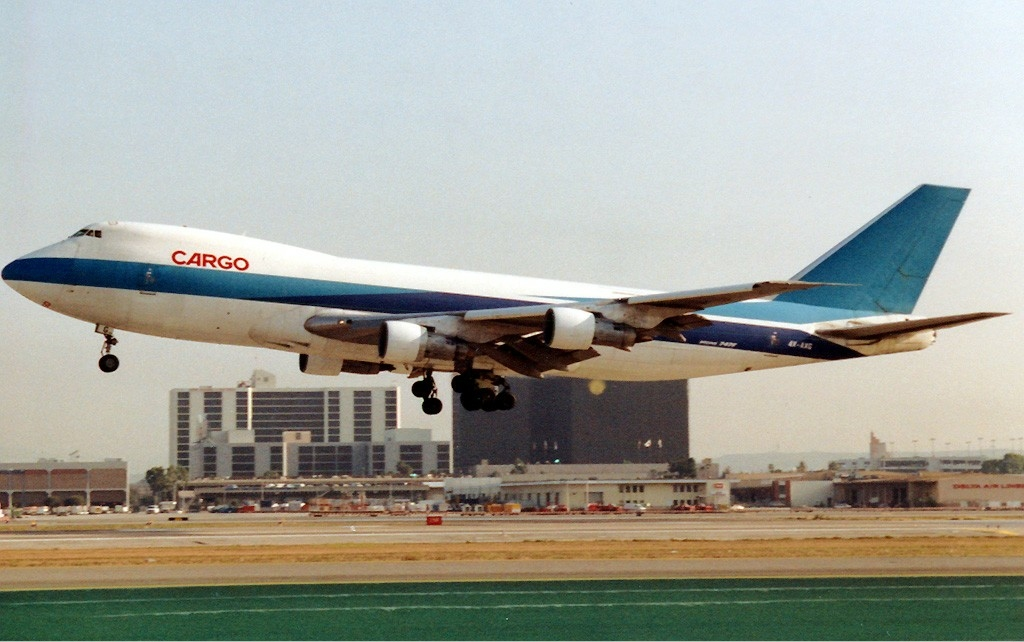
De Boeing 747-200 met registratie "4X-AXG" die op 4 oktober 1992 neerstortte in de Bijlmer

### Traject New York-Schiphol
Het vliegtuig, een Boeing 747-200 met registratienummer "4X-AXG", was op 4 oktober 1992 onderweg van New York naar Tel Aviv en maakte een tussenlanding op Schiphol. Tijdens de vlucht van New York naar Schiphol waren drie defecten waargenomen: fluctuaties in de snelheidsregelaar van de automatische piloot, een probleem met de kortegolfradio en fluctuaties in de elektrische spanning van generator 3.
Om 14.31 uur landde het toestel volgens schema op Schiphol. Op Schiphol werd een nieuwe lading in het toestel gebracht die door de Douane was goedgekeurd maar (naar later bleek) niet fysiek was gecontroleerd. Het toestel werd met 80 tot 90 ton brandstof getankt, en de defecten werden provisorisch verholpen. Hier kwam El Al-medewerker Anat Solomon aan boord.

### Inzittenden rampvlucht
De bemanning bestond uit gezagvoerder Yitzhak Fuchs (59), eerste officier Arnon Ohad (32) en boordwerktuigkundige Gedalya Sofer (61). Kapitein Fuchs was een ervaren vlieger, die eind jaren vijftig als straaljagerpiloot bij de Israëlische luchtmacht had gevlogen. Hij had meer dan 25.000 vlieguren achter de rug, waaronder 9.500 uur op de Boeing 747. Ohad had een ervaring van 4.288 vlieguren, waarvan 612 op de Boeing 747. Sofer was het meest ervaren bemanningslid op de vlucht, met meer dan 26.000 vlieguren, waarvan 15.000 op de Boeing 747. Aan boord bevond zich één passagier, Anat Solomon (23). Ze was een El Al-werknemer in Amsterdam en reisde naar Tel Aviv om met een andere El Al-werknemer te trouwen.

### Vertrek van Schiphol
Met een vertraging van 52 minuten vertrok het toestel om 18.22 uur (wintertijd) met vluchtnummer LY 1862 vanaf de Zwanenburgbaan in noordelijke richting. Het was op dat moment guur weer, met een krachtige noordoostelijke wind. Eenmaal los van de grond maakte het vliegtuig een bocht naar het oosten, om de zogenaamde Pampus-vertrekroute te volgen. Snel na de eerste bocht kwam het vliegtuig in de problemen. Om 18.28 uur gaf de bemanning het eerste noodsignaal.

### Boven het Gooimeer

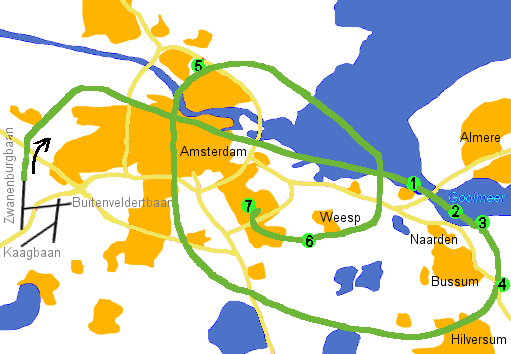
De fatale vlucht:
(1) Motoren 3 en 4 breken af
(2) Motoren 3 en 4 komen neer
(3) Piloot geeft eerste "Mayday"
(4) Piloot meldt brand in motor 3
(5) Piloot meldt problemen met de flaps
(6) Toestel raakt volledig onbestuurbaar
(7) Toestel stort neer

Boven het Gooimeer klonken enkele harde knallen. Motor 3 (de binnenste motor aan de rechtervleugel van het vliegtuig) brak af, beschadigde de vleugelkleppen en botste tegen motor 4 (de buitenste motor aan de rechtervleugel) die vervolgens ook afbrak. Opvarenden van enkele plezierjachten die opschrokken van de knallen, meldden de Kustwacht dat zij twee objecten naar beneden zagen vallen.
Gezagvoerder Fuchs gaf een Mayday-bericht door aan de verkeersleiding en meldde terug te willen keren naar Schiphol. Enkele minuten later meldde de piloot dat motor 3 in brand stond en vervolgens: "El Al 1862 lost number 3 and number 4 engine".
De ernst van de situatie werd op Schiphol niet goed ingezien. Dit kwam onder meer doordat lost in de luchtvaart de gebruikelijke term is om het verlies van motorvermogen te melden. Op Schiphol werd er dan ook van uitgegaan dat er twee motoren waren uitgevallen. Dat ze letterlijk verloren waren wist men niet. Gezien het grote aantal handelingen dat de bemanning in een paar minuten moest uitvoeren en de keuzes die de piloot maakte, veronderstelde de parlementaire enquêtecommissie die de ramp later zou onderzoeken dat ook de bemanning waarschijnlijk niet heeft geweten dat beide motoren van de rechtervleugel waren afgebroken. De buitenste motor van een 747 is namelijk vanuit de cockpit slechts met moeite zichtbaar en de binnenste motor helemaal niet. Beide motoren werden later inclusief de montageconstructie en grote delen van de beschermkappen en de straalomkering uit het Gooimeer gevist.

### Noodlanding
In eerste instantie vroeg de piloot, volgens een gepubliceerde transcriptie, aan de verkeersleiding welke baan beschikbaar was voor een noodlanding. De luchtverkeersleiding op Schiphol antwoordde dat landingsbaan 06 (de Kaagbaan in noordoostelijke richting) gebruikt kon worden. De piloot verzocht daarop echter een noodlanding te mogen maken op baan 27 (de Buitenveldertbaan in westelijke richting). Waarom hij juist deze baan koos is onduidelijk. Een keuze voor deze baan lag niet direct voor de hand; omdat de wind uit het noordoosten kwam, zou het toestel met flinke staartwind moeten landen. Later werd gesuggereerd dat de bemanning hiervoor had gekozen, omdat bij deze baan de loods van El Al was gevestigd, maar het is ook mogelijk dat baan 27 werd gekozen omdat dit de baan was die het dichtstbijzijnde was vanaf de positie waar het vliegtuig zich bevond.
Na de ramp schreef toenmalig premier Wim Kok dat er voor El Al-vliegtuigen andere landings- en startbanenprocedures worden toegepast. Hierover werden geen publieke mededelingen gedaan. Oud-Volkskrant-journalist Pierre Heijboer schreef in zijn boek Doemvlucht: De verzwegen geheimen van de Bijlmerramp, dat dit wel eens zou kunnen verklaren waarom de piloot zijn Boeing tegen de aanwijzing van de verkeersleiding in naar de ongunstige baan 27 stuurde.
Om goed uit te komen voor de landingsbaan vloog het beschadigde toestel eerst nog een rondje boven Amsterdam. Tijdens dit rondje gaf de gezagvoerder de copiloot opdracht de vleugelkleppen (flaps) uit te schuiven. Links schoven de kleppen uit, maar doordat de afgebroken motor 3 de rechtervleugel had beschadigd, schoven de kleppen op die vleugel niet uit. Als gevolg hiervan kreeg het toestel links meer draagvermogen dan rechts. De piloot meldde aan de verkeersleiding dat er ook problemen met de vleugelkleppen waren.
Aanvankelijk ging het aanvliegen van de Buitenveldertbaan goed. Op het moment dat het vliegtuig daalde tot onder de 1500 voet en snelheid minderde, raakte het echter compleet onbestuurbaar en maakte het een ongecontroleerde, scherpe bocht naar rechts. Over de radio was te horen dat de gezagvoerder zijn copiloot in het Hebreeuws opdracht gaf om alle kleppen in te trekken en het landingsgestel uit te klappen. Vervolgens meldde de copiloot in het Engels aan de luchtverkeersleider dat het toestel zou gaan neerstorten. Uit later onderzoek bleek dat het vliegtuig eerder enkel recht bleef vanwege de hoge snelheid (280 knopen, zijnde 519 km/u). Doordat de rechtervleugel beschadigd was, was het moeilijker om het vliegtuig recht te houden. Alleen de hoge snelheid zorgde ervoor dat er nog voldoende draagvermogen was. Toen bij het inzetten van de landing de snelheid verlaagd werd, werd het draagvermogen van de rechtervleugel echter dusdanig gering dat het toestel niet meer onder controle te houden was en een duikvlucht naar rechts maakte.

### Ongeluk

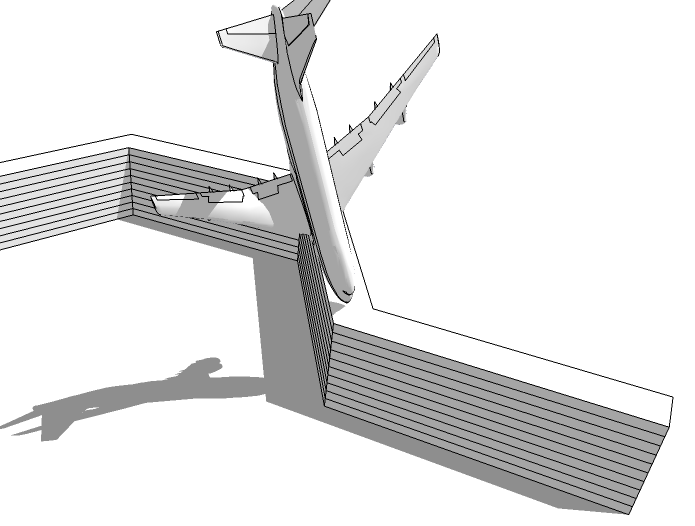
Vermoedelijke situatie op het moment van neerstorten

Om 18.35 uur boorde het vliegtuig zich vrijwel verticaal vliegend met de rechtervleugel naar beneden door twee flatgebouwen in de Bijlmermeer, precies op het hoekpunt waar de galerijflat Groeneveen overging in Klein-Kruitberg. De gebouwen vlogen direct in brand en stortten gedeeltelijk in, waarbij ongeveer honderd appartementen vernield werden. De cockpit kwam oostelijk van de flats terecht, tussen de gebouwen en de Bijlmerdreefmetrobrug van metrolijn 53.
Tijdens de laatste seconden van de vlucht deed de verkeersleiding voor aankomende vluchten verwoede pogingen om met het toestel in contact te komen. Om 18.35:45 uur meldde de luchtverkeersleiding in de verkeerstoren echter: Het is gebeurd. Op dat moment was vanaf de verkeerstoren op Schiphol een grote rookwolk boven Amsterdam zichtbaar. De arrival-verkeersleiders zitten niet in de toren maar in een gesloten gebouw op Schiphol-Oost. Zij zagen alleen het radarbeeld en niet de rookwolk. Na dit bericht gaf de verkeersleider door, dat hij het contact verloor op 1 mijl ten westen van Weesp. Meteen werden crashtenders richting Weesp gedirigeerd.
Op het moment van het neerstorten waren twee politieagenten in de buurt een inbraakmelding aan het natrekken en zagen het toestel neerstorten. Zij sloegen daarop onmiddellijk groot alarm. Kort na de inslag kwamen de eerste brandweer- en reddingsploegen aan op de rampplek. Ziekenhuizen in de omgeving werden gealarmeerd om honderden gewonden te kunnen opnemen. Aanvankelijk werd voor de levens van honderden personen gevreesd. Vooral omdat de flats ook bewoond werden door illegaal in Nederland verblijvende mensen, waren betrouwbare schattingen van het aantal slachtoffers de eerste avond moeilijk te geven.
In de getroffen flats zaten meerdere mensen vast. Volgens een ooggetuige sprongen sommigen vanaf de zevende verdieping naar beneden.
In de uren erna constateerde de politie dat er plunderingen plaatsvonden. Er werd ingebroken in de ontruimde woningen binnen de omgeving van de rampplek en in het restant van de flatgebouwen Groeneveen en Klein-Kruitberg. De politie constateerde dat er tv's en magnetrons werden meegenomen en had moeite om ramptoeristen, ook van buiten Amsterdam, tegen te houden.

### Oorzaak ongeval
Onderzoek wees uit dat een van de 14 cm lange veiligheidspennen die de motor verbinden met de vleugel was geknapt, waarna de drie andere de kracht niet langer konden dragen. Deze veiligheidspennen zijn ontworpen om bij extreem grote belastingen te breken zodat de vleugelstructuur niet beschadigd raakt. De grote vraag was of de pennen nu ook waren afgebroken. De pen was echter onvindbaar. Omdat grote delen van het puin van de flats en het vliegtuig naar de vuilnisbelt waren gebracht werd er opdracht gegeven om daar te zoeken. De pen werd daar uiteindelijk gevonden. Nader onderzoek van motor 3 wees uit dat de pen inderdaad was afgebroken. In de pen van motor 3 werd een 4 mm lang haarscheurtje ontdekt, ontstaan door metaalmoeheid. Hierdoor was de pen eerst aan één kant afgebroken, waardoor de druk op de andere kant van de pen te groot werd en hij daar ook afbrak. Normaal gesproken zou de motor recht omlaag vallen, maar in dit geval viel de motor ook naar buiten toe waardoor hij motor 4 meenam in zijn val en de rechtervleugel beschadigde. Naar aanleiding van de ramp zag Boeing zich genoodzaakt de veiligheidspennen van alle toestellen van dit type te vervangen.

## Berging
In de vroege ochtend van 5 oktober begonnen de bergingswerkzaamheden onder leiding van de brandweer Amsterdam. Door de woningbouwvereniging en de gemeentelijke dienst Bouw en Woningtoezicht werd eerst op gevaar voor instorting gecontroleerd en werden loshangende betonplaten verwijderd.

### Sortering
Al het afval werd in eerste instantie afgevoerd naar een tijdelijke opslag op het bouwterrein Gulden Kruis, enkele honderden meters van de rampplek. Het puinafval ging vervolgens naar het bedrijf VBS en de vervuilde grond naar de TOP/Noodstort. Vliegtuigdelen gingen voor het onderzoek naar de oorzaak door Bureau Vooronderzoek (BVO) naar Hangar 8 op Schiphol-Oost.
Het Vlaamse dagblad De Standaard schreef op 31 maart 1998, dat volgens een anonieme journalist 24 uur na de ramp wrakstukken zouden zijn afgevoerd in blauwe vrachtwagens zonder opschrift. Veiligheidsmensen met een donker uiterlijk die Engels spraken met een vreemde tongval hielden nieuwsgierigen op afstand. Twee vrachtwagens gingen niet naar Schiphol, maar gingen volgens een journalist die de wagens volgde de andere kant op, nadat ze waren gecamoufleerd middels rollen met reclameteksten. Ze waren voorzien van Duitse waarschuwingstekens. De journalist zou anoniem willen zijn gebleven uit vrees "een kogel van de Mossad tussen mijn ogen te krijgen."
Al het afval werd afgevoerd naar de stortlocatie Nauerna te Zaandam. Begin 1993 werden de wrakstukken in containers buiten de hangar opgeslagen en eind 1993 aan de verzekeraar overgedragen. Deze verkocht ze in 1995 door aan een schrootverwerker in België. Verarmd uranium dat tussen de wrakstukken en later ook in Hangar 8 en bij TOP/Noodstort werd gevonden, werd vervoerd naar de COVRA.

### Cockpitvoicerecorder en flightdatarecorder

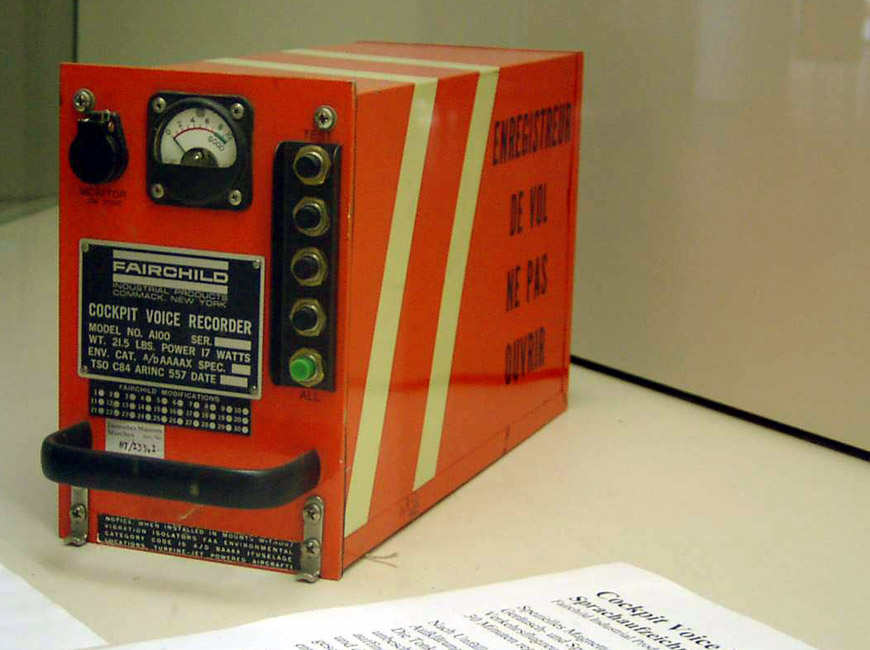
'Een Fairchild A100' CVR, zoals aan boord zou hebben gezeten

Ieder verkeersvliegtuig heeft zowel een cockpitvoicerecorder (CVR) als een flightdatarecorder (FDR) aan boord. De flightdatarecorder met de vluchtgegevens van de EI Al 1862 werd enkele dagen na de crash ernstig beschadigd teruggevonden tussen de verzamelde resten in Hangar 8. De tape was op vier plaatsen gebroken en beschadigd. Met name de laatste 2,5 minuten waren aangetast. Desondanks konden de gegevens worden uitgelezen, nadat het voor onderzoek naar de National Transport Safety Board in de VS was gestuurd.,p. 23 Onderzoek naar de gegevens van de FDR had eerder in Engeland geen resultaat opgeleverd.
De media werd vroeg op de ochtend na de crash verboden om luchtopnamen te maken. De onderzoekers maakten pas luchtopnamen toen er al heel wat vrachtladingen met wrakstukken waren afgevoerd. Het staartdeel met een stuk van de romp, waar beide 'zwarte dozen' in moeten hebben gezeten, waren in het gras voor de flat terechtgekomen en waren ook al afgevoerd. Omdat beide recorders pal naast elkaar zaten, is het onwaarschijnlijk dat ze bij de crash ver uit elkaar zijn gevallen. Volgens Henk Pruis van de luchtvaartinspectie is het onwaarschijnlijk dat de FDR bij het neerstorten niet is weggeslingerd en de CVR wel.
De flightdatarecorder werd pas na drie dagen in een bak met wrakstukken van de staart gevonden. Het wekte achterdocht, dat er later vijvers in de buurt werden leeggepompt om naar de CVR te zoeken, aangezien deze een radiosignaal afgeeft zodra hij in contact met water komt. Op 7 november werd door de politie een poster verspreid, waarin een beloning van tienduizend gulden werd uitgeloofd voor hulp bij het opsporen van de recorder. Er stond een verkeerd model op de poster afgebeeld.
Volgens het eindrapport van de Raad voor de Luchtvaart van 24 februari 1994 was het toestel uitgerust met een 'Fairchild' Cockpit Voice Recorder van het model A-100. El Al verklaarde dat er een CVR in het betreffende toestel was geïnstalleerd. Deze was evenwel niet tussen de wrakstukken teruggevonden.,p. 23 Het rapport vermeldt dat er serieus rekening mee moet worden gehouden dat de CVR, net als diverse andere zaken, uit het gebied was gestolen. Op 10 januari 1999 schreef El Al aan de enquêtecommissie dat er een CVR in het betreffende toestel was geïnstalleerd, met opgave van de apparaatgegevens.
De brandweerman J.A. Vervoort verklaarde op 28 januari 1999 voor de enquêtecommissie, dat hij er zeker van was dat hij daags na de crash de CVR in handen had gehad en in een verzamelcontainer gegooid. Deze was wel van kleur veranderd, maar niet erg beschadigd. Toen hij hier op 11 november 1992 melding van maakte bij de Rijksluchtvaartdienst (RLD), daags nadat op tv een afbeelding van de vermiste CVR was getoond, werd daar niet enthousiast op gereageerd en werd gesuggereerd dat hij in plaats daarvan de FDR moest hebben gezien. Hij kreeg daarop van de RLD slechte fotokopieën van een ander apparaat toegestuurd. Op een foto die journalist Vincent Dekker hem liet zien herkende hij wel het apparaat. Onderhoudsmonteur van El Al, C.M.D. Gaalman verklaarde op 4 februari voor de enquêtecommissie dat hij voorafgaand aan de vlucht had gezien dat de CVR in het toestel aanwezig was. Hij vond het zeer vreemd dat de voicerecorder nooit is gevonden, want hij zat naast de flightrecorder, die wel was gevonden. Op alle stortlokaties van de wrakstukken is door medewerkers van Bureau Vooronderzoek (BVO) en de RLD naar de CVR gezocht, om uit te sluiten dat deze per ongeluk werd afgevoerd.
In het actualiteitenprogramma NOVA van 1 november 1994 speculeerde voormalig Mossad-agent Victor Ostrovsky dat het neergestorte toestel zo goed als zeker geen CVR aan boord had. Hij beweerde dat deze standaard uit de El Al-vliegtuigen worden gehaald als er militaire lading wordt vervoerd of voor de Israëlische geheime dienst Mossad wordt gevlogen. Het verwijderen hiervan duurt nog geen minuut. Twee maanden eerder had Ostrovsky beweerd dat de CVR door agenten van de Mossad uit de puinhopen in de Bijlmer was gestolen. Volgens directeur Mendes de Leon van het Leidse instituut voor lucht- en ruimterecht is Israël een van de weinige landen die de internationale verplichting niet hebben ondertekend om zo'n voicerecorder altijd aan boord te hebben.

### Mannen in witte pakken
Volgens verklaringen van twaalf ooggetuigen tegenover de Rijksrecherche waren er al binnen een kwartier zes tot tien personen bij het nog fel brandende wrak, in pakken met een soort helm, waarmee ze door het vuur konden lopen. Een omwonende verklaarde dat al acht minuten na de crash een wit bestelbusje heen en weer reed met mannen in witte pakken die door het vuur konden lopen. Een omwonende verklaarde dat ze niet bezig waren met blussen of hulpverlenen, maar iets voor zichzelf deden. Een ambulance-medewerker sprak van enkele mannen in aluminiumkleurige pakken, zo'n kwartier na de crash, die "beslist geen mensen van het Rode Kruis, het Sigma-team of de GG en GD waren."
Een brandweerman verklaarde dat het terrein met puin en de wrakstukken was afgezet en dat de brandweer daar niet mocht komen. Ongeveer 4 uur na de crash zagen ze daar mannen met sterke zaklantaarns tussen de wrakdelen zoeken. Een rampbestrijder verklaarde dat ze de volgende ochtend rond tien uur werden weggestuurd, waarna "een man of zes in een soort ruimtepakken" tussen de wrakdelen aan het zoeken waren en een zwaar voorwerp onder een doek wegdroegen. Ook brandweermannen hadden het over "dragers van een 'soort ruimtepakken'". Advocaat Bob van der Goen, die de belangen van tachtig Bijlmer-slachtoffers behartigde, beschikte over vijftien onder ede afgelegde ooggetuigenverklaringen. Getuigen zeiden dat 'mannen in witte pakken' in een helikopter werden aangevoerd en er ook weer in vertrokken. Uit onderzoek van het Algemeen Dagblad bleek dat alle radargegevens van die nacht door de Lucht Verkeersbeveiliging (LVB) op Schiphol waren vernietigd. Ook de militaire Air Traffic Control in Nieuw-Milligen bleek alle radarberichten van de avond van de ramp gewist te hebben.
Rond vijf uur op de ochtend na de crash zag een bewoner met uitzicht op de rampplek, dat er een twintigtal mensen in witte pakken de resten van de jumbo doorzochten. Ze liepen, volgens zijn verklaring, voortdurend met brokstukken te sjouwen. Een agent die de wacht hield vertelde hem dat het Israëli's waren. "Ze werkten zichtbaar met grote haast en in de loop van de ochtend zijn ze al weer vertrokken."
Een in april 1998 uitgelekt rapport van de Rijksrecherche vermeldt, dat een aantal politiefunctionarissen hadden verklaard dat een zestal Engels-sprekende mannen "direct na de Bijlmerramp [hebben] rondgesnuffeld op het rampterrein." Zwaaiend met pasjes hadden zij zich bij de politie aangediend als Israëlische geheim agenten en eisten toegang tot het rampterrein. Toen hen dat werd geweigerd, probeerden zij met geweld de centrale commandowagen van de politie binnen te dringen. Het Leidsch Dagblad schreef: "Het is onduidelijk of de geheim agenten zo snel ter plaatse waren om de (verdwenen) zwarte doos te bemachtigen, een deel van de lading te ontvreemden of een mogelijke bomaanslag te onderzoeken. De zes waren in burger en dus niet de "mysterieuze mannen in witte pakken"; dat waren volgens het rapport medewerkers van het SIGMA-team geweest. Hoofdofficier Vrakking bevestigde in de aanbiedingsbrief, dat er "een handvol mensen is gesignaleerd die zeiden van de Israëlische geheime dienst te zijn". Mobilofoongesprekken van de politie zouden dit bevestigen.
Het ministerie van Buitenlandse Zaken maakte in september 1998 bekend, dat de Israëlische veiligheidsdienst Shin Bet ten tijde van de ramp zestig geheim agenten in Nederland had gestationeerd, voornamelijk ter beveiliging van El Al-vluchten. Dat aantal zou later nog zijn uitgebreid tot tachtig. Hun aanwezigheid is vastgelegd in een geheim protocol.
Een buurtbewoonster verklaarde dat zij drie dagen na de crash had gezien dat een stuk of vier keurig geklede heren met laarzen, die een vreemde taal spraken, in een luxe auto met vlaggetjes erop speciaal naar het terrein kwamen om een gevonden brandweer-rood, langwerpig metalen voorwerp op te halen. Diezelfde avond werd op de televisie gemeld dat de FDR in de loods was gevonden, niet op het rampterrein.
In het boek "Going down, going down: De ware toedracht van de Bijlmerramp" speculeert Trouw-journalist Vincent Dekker dat de El Al-Boeing een geheime militaire lading had die na de ramp door Mossad-agenten in veiligheid was gebracht. De restanten van de militaire lading en het verarmd uranium dat als contragewicht in de staart van het vliegtuig was aangebracht zou door 'mannen in witte pakken' zijn afgevoerd.
In oktober 1997 werden Kamervragen gesteld door Theo Meijer (CDA). Minister Els Borst kwam een half jaar later met het antwoord dat uit niets bleek dat er een relatie was tussen de geheimzinnige mannen in witte pakken en de gezondheidsklachten. Naar aanleiding van het Kamerdebat op 2 april 1998 gaf de fungerend hoofdofficier de Rijksrecherche opdracht het onderzoek voort te zetten. Het doel van het onderzoek werd nu als volgt omschreven: "(a) Het gegeven of er mannen in speciale beschermende kleding op de plaats van de ramp zijn geweest. (b) Het gegeven of er Israëlische functionarissen ter plaatse zijn geweest. (c) De heimelijkheid waarmee de lading van het verongelukte vliegtuig is omgeven en mogelijke discrepanties van gegevens uit dit onderzoek met reeds eerder verrichte onderzoeken daarnaar"
Naar aanleiding van deze bevindingen en een Kamerdebat dat plaatsvond nadat de resultaten bekend waren gemaakt, kreeg de Rijksrecherche opdracht om het onderzoek te vervolgen. Verschillende vervolgonderzoeken vonden plaats, maar de onduidelijkheid kon niet weggenomen worden. De "mannen in witte pakken" kregen veel aandacht in de parlementaire enquête. De commissie concludeerde uiteindelijk dat een groot deel van de getuigenverklaringen terug te voeren waren op reddingswerkers met lichte kleding. De commissie kon echter niet alle waarnemingen verklaren. Ook concludeerde de commissie dat het waarschijnlijk was dat er bewijsmateriaal was verdwenen.
Eind augustus 2009 werd door de gemeente Amsterdam bekendgemaakt dat in april van dat jaar een medewerker van de gemeentelijke Dienst Milieu en Bouwtoezicht had gemeld dat hij en een collega kort na de ramp bij de flats waren geweest om metingen te verrichten. Zij zouden hierbij witte wegwerpoveralls hebben gedragen. Met deze verklaring is het mysterie echter nog niet opgelost, omdat er sprake zou zijn geweest van tientallen mannen in astronautachtige uitrusting en de aanwezigheid van diverse mensen met overalls al bekend was.

### Verarmd uranium
Op woensdag 7 oktober werden tussen de wrakstukken twee licht geblakerde staven van verarmd uranium van ieder 45 kilo gevonden, waarvan één doormidden was gebroken. Zulke staven werden vanwege hun zeer hoog soortelijk gewicht in verkeersvliegtuigen vaak gebruikt als balansgewicht. De ambtenaren van VROM werden daarvan op de hoogte gebracht, maar de ambtelijke top werd pas een jaar later, in september 1993 geïnformeerd. In dezelfde maand bracht stichting LAKA naar buiten dat er uranium aanwezig was. Op de stortplaats Top/Noodstort werd nog een stuk staaf gevonden. De onderzoekscommissie van de raad voor de Luchtvaart besloot in in het voorjaar van 1993 om een passage omtrent de vondst en de zoektocht naar het verarmde uranium in het concepteindrapport op te nemen. In januari 1994 werd, na aandringen van de deelraad Amsterdam-Zuidoost, in het wrakafval bij Hangar 8 nog eens 48 kilo gevonden. Bij het verslepen van een staaf werd Hangar 8 door een vonkenregen mogelijk met verarmd uranium 'besmet', hetgeen pas 3 jaar later werd ontdekt.
De balansgewichten van verarmd uranium zoals toegepast in de Boeing 747 tussen 1968 en 1983 werden ingebouwd tot en met serienummer 551. De gewichten waren voorzien van een nikkel-cadmium-beschermlaag, die contact van het onbeschermde verarmde uranium met de buitenlucht voorkomt om de vorming van uraniumoxide te voorkomen. Deze beschermlaag heeft een smeltpunt van 1453 graden Celsius, dat ver boven de temperaturen van een intense kerosinebrand ligt. Het smeltpunt van het verarmde uranium zelf ligt op 1132 graden Celsius: dit ligt ook hoger dan de maximumtemperaturen tijdens een kerosinebrand (1100 graden Celsius is als limiet vastgesteld door internationale werkgroepen).
Het verarmd uranium kreeg vanaf 1993 veel aandacht in de Tweede Kamer. Over de hoeveelheid was er veel verwarring. In de jaren erna bleven de discussies voortduren. In het eindrapport van de enquêtecommissie van april 1999 werd daarover vastgesteld:
"Boeing en KLM hebben berekend dat het ramptoestel in totaal 282 kilo verarmd uranium bevatte. Hiervan is 130 kilo teruggevonden. Twee staven van ieder 45 kilo worden in de eerste dagen na de ramp gevonden. Bij het reinigen van vervuilde grond uit de Bijlmermeer wordt in 1993 bij Top/Noodstort nog een stukje van ongeveer 3 kilo gevonden. Begin 1994 wordt in de wrakdelen bij Hangar 8 nog een staaf gevonden van 37 kilo. In totaal is dan 130 kilo teruggevonden. Er is nu dus nog 152 kilo kwijt."
De Parlementaire Enquete Commissie achtte het evenwel op basis van deskundigenverklaringen mogelijk dat een deel van de 150 kilo verarmd uranium is geoxideerd (verbrand) en dat een deel daarvan of alles is verspreid. Deze aanname was het 'worst-case'-scenario in afwezigheid van enig bewijs dat het verarmde uranium was verbrand. In 1999 werd er een kleine hoeveelheid uraniumoxide in Hangar 8 gevonden, alhoewel er nooit bewezen kon worden dat de straling samenhing met de EL AL luchtvaartramp. Voor wat betreft het stof in Hangar 8 kon niet vastgesteld worden of dat er een relatie was met het ongeval in de Bijlmer of met de ramp in de kerncentrale Tsjernobyl. De commissie concludeerde dat er geen sprake is van verhoogde concentraties verarmd uranium in de Bijlmermeer.

## Discussie over de lading
Op de derde persconferentie op 7 oktober 1992 verklaarde minister Hanja Maij-Weggen van Verkeer en Waterstaat, dat er in het toestel geen gevaarlijke stoffen hadden gezeten en dat de lading bestond uit parfum en bloemen.
In september 1993 doken in de media voor het eerst verhalen op dat de lading van de El-Al Boeing gevaarlijke stoffen bevatte. Een deel van de onderdelen bleek defensiemateriaal te zijn. Ook bleek dat zeker een derde van de lading niet gecontroleerd was en dat zelfs de vrachtbrieven van deze lading niet waren gecontroleerd.
Het actualiteitenprogramma NOVA vroeg in de uitzending van 1 november 1994 nieuwe minister Annemarie Jorritsma van Verkeer en Waterstaat om inzage in de boeken van de Economische Controledienst. Volgens haar voorgangster Maij-Weggen zou de ECD het ramptoestel voor vertrek op Schiphol hebben gecontroleerd en toen geen verboden lading hebben ontdekt. Jorritsma gaf NOVA geen inzage in de boeken, maar stuurde plotseling een brief naar de Tweede Kamer, waarin zij schreef dat Maij-Weggen een foutje had gemaakt. De ECD blijkt de lading niet vooraf te hebben geïnspecteerd, maar slechts achteraf aan de hand van ladinglijsten van El Al.
Het aantal vragen over de lading nam verder toe, vooral ook omdat er zich steeds meer mensen meldden met gezondheidsklachten. Aanvankelijk ging de discussie vooral over de vraag of de El-Al Boeing mogelijk meer lading bevatte dan toegestaan was (overbelading). Minister Jorritsma stuurde een overzicht van de lading naar de Tweede Kamer. In de televisie-uitzending van NOVA van 12 september 1996 werd echter gesproken over verschillen tussen deze documenten en die welke in het bezit van NOVA waren. De volgende dag schreef Jorritsma "dat er twijfels bestaan rond enkele vrachtbrieven die zij op 28 augustus 1996 naar de Tweede Kamer heeft gestuurd". Zij verklaarde later tegenover de Enquêtecommissie dat ze in grote haast naar de Kamer waren gestuurd en op zich al redelijk onleesbaar zijn, maar dat er achteraf geen verschillen waren geconstateerd. De minister betuigde achteraf spijt dat zij de informatie zonder grondige screening naar de Tweede Kamer had gestuurd. Vier jaar na de ramp stelde zij in een brief aan de Kamer "dat er nog geen volledige duidelijkheid is over het bestaan van verschillende versies van de (vracht)brieven". Het zou gaan om administratieve omissies, waarover El Al - en ook de Raad voor de Luchtvaart - helderheid moet verschaffen.

### Aangifte tegen El Al
El Al-operation manager J. Plettenberg, die op Schiphol de supervisie had over het laden en lossen van het toestel, had gemerkt dat er verschillende versies van de vrachtbrieven in omloop waren terwijl andere documenten, waaronder de vrachtgegevens van New York, ontbraken. In NOVA verklaarde Plettenberg in 1996 dat El Al vermoedelijk een overtreding heeft begaan met de vrachtdocumenten van het verongelukte vliegtuig. Na deze onthulling werd hij bij El Al ontslagen. In juli 1996 deed Plettenberg aangifte tegen El Al van verduistering van vrachtdocumenten en valsheid in geschrifte.
De Rijksverkeersinspectie concludeerde in september 1996 dat de onderzochte documenten niet met elkaar corresponderen. De Dienst Luchtvaartpolitie (LVP) constateerde naar aanleiding van de aangifte, dat er geen verschillen waren tussen de dossiers over de documenten en dat er nog steeds niets is gebleken van een strafbaar feit. Het OM stuurde het proces-verbaal van 25 november 1996 omtrent de aangifte door naar de RLD en de RvdL en overwoog geen vervolging in te stellen en geen nader onderzoek te doen wegens gebrek aan uitzicht op bewijsmateriaal en gebrek aan politiecapaciteit. De LVP rondde het onderzoek af met een pv van 30 april 1997 en het OM eind juli.
Naar aanleiding van een uitzending van NOVA op 4 oktober en een interpellatie in de Tweede Kamer op 8 oktober werd op 17 oktober 1997 bij het OM een verzoek gedaan tot heropening van het strafrechtelijk onderzoek. Dit na berichten over een dubbele boekhouding van El Al op de luchthaven Keulen-Bonn. Heropening werd afgewezen omdat de namen van de Duitse klokkenluiders wegens bronbescherming niet werden prijsgegeven.

### Diplomatieke actie in 1997 en 1998
In oktober 1997 trachtte de minister van Buitenlandse Zaken via de Israëlische ambassade meer vrachtdocumenten te achterhalen. Om meer helderheid te krijgen over de wijze waarop de diverse uitgevoerde onderzoeken met betrekking tot de lading waren uitgevoerd en hoe de betrokken instanties daarbij hadden geopereerd werd in februari 1998 de Commissie Informatiestroom Luchtvrachtdocumentatie oftewel de Commissie-Hoekstra opgezet.
Op 21 april 1998 was er overleg tussen de Nederlandse minister van V&W Jorritsma en de Israëlische minister van Transport Shaul Yahalom, die in Nederland op bezoek was. Door Jorritsma werd een lijst overhandigd met een overzicht van dat gedeelte van de lading waarover geen detailinformatie beschikbaar is. Dit betrof een kwart van het bruto-ladinggewicht ter grootte van circa 29.000 kg. Het zou niet-gevaarlijke stoffen betreffen. De nog altijd ontbrekende documenten betroffen volgens Israël uitdrukkelijk geen "geheimzinnige" lading. Volgens Yahalom werd niets geheimzinnigs vervoerd en hadden ze niets te verbergen. De informatie die vervolgens werd nagezonden bleek voornamelijk reeds bekende documenten te bevatten en slechts in beperkte mate nieuwe detailinformatie. In haar eindrapport van 15 juli 1998 concludeerde de Commissie Hoekstra dat de overheidsdiensten "inconsistent" hadden gehandeld bij het verzamelen van de vrachtbrieven en dat van twintig ton lading niet achterhaald kon worden waaruit deze bestond. Op de vrachtbrieven ontbrak het gewicht van de pallets, de containers en het stuw- en opbouwmateriaal. Van circa 34 ton aan goederen ontbrak detailinformatie.
Het onderzoek naar de documenten over de lading had inmiddels geleid tot diplomatieke spanningen tussen Nederland en Israël. Op 7 december 1998 gaf de Israëlische ambassadeur Gal te kennen, dat El Al bij nog meer ongunstige berichtgeving wel eens zou kunnen besluiten Schiphol in te ruilen voor een ander Europees vliegveld.

### Verder onderzoek

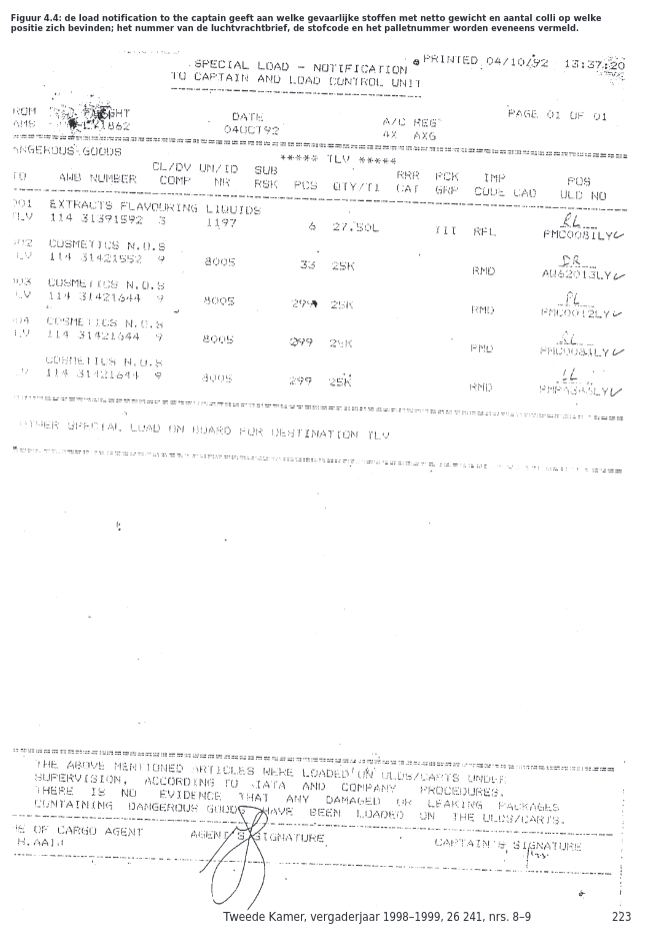
Kopie van de NOTOC met gevaarlijke stoffen aan boord, zoals afgebeeld in het eindrapport van de enquêtecommissie

In opdracht van de parlementaire enquêtecommissie publiceerde bureau DHV in februari 1999 een second opinion over het RIVM-onderzoek naar de lading. DHV wist documenten betreffende 14 ton van de nog ontbrekende 34 ton te achterhalen. Deze zou hebben bestaan uit ruim 12 ton "diverse goederen" en 1,5 ton aan electronica. "Diverse goederen" werd niet gespecificeerd en de informatie geeft geen uitsluitsel over gevaarlijkheid.
Volgens de NOTOC – de notification to the captain met alle informatie over de gevaarlijke lading aan boord – die de enquêtecommissie in 1999 in handen kreeg zou er aan gevaarlijke stoffen 165 liter aroma-extract plus ruim 23 ton aan cosmetica zijn geweest (zie afbeelding). Op grond van de ladingpapieren schatten het RIVM en de RLD dat er 10 ton aan gevaarlijke lading inclusief ruim 7 ton cosmetica was. Volgens de ladingpapieren was er slechts 3362 kg aan gevaarlijke stoffen aan boord inclusief 61 kg cosmetica.
De NOTOC vermeldde ruim 16 ton meer aan cosmetica dan de schatting volgens de ladingpapieren. DHV veronderstelde, dat op de NOTOC de werkelijke hoeveelheid per ongeluk drie maal was meegeteld. DHV constateerde dat de NOTOC ook 16 ton meer van de gevaarlijke stof nafta vermeldde, dan de 900 kg die de vrachtbrieven aangaven. DHV weet ook dit aan een administratief foutje. DHV concludeert in het rapport dat nog steeds 20 ton van de lading zoek is.
Op 16 en 17 februari 1999 bezochten Yarkoni van de Israëlische Civil Aviation Administration (Rijksluchtvaartdienst) en ambassadeur Gal opnieuw de enquêtecommissie en gaven nogmaals tegenover de commissie aan dat de lading geen gevaarlijke stoffen bevatte en alleen "general cargo" behelste. De twintig ton lading bestond volgens een pakket 'house airwaybills' dat de volgende maand door een Israëlische delegatie werd overhandigd voornamelijk uit electronica, onderdelen en apparatuur. Op basis hiervan concludeerde de enquêtecommissie dat deze had bestaan uit "general cargo" en geen gevaarlijke stoffen bevatte.
De ECD beschikte in 1998 al over drie versies van de vrachtbrief. De eerste vrachtbrieven vermeldden dat het alleen een lading voor taxfree-winkels betrof. Op een na de crash gevonden exemplaar stond 'militairy goods' aangegeven. De Israëlische krant Yedioth Achronoth wist te melden dat er in New York Sidewinderraketten waren ingeladen en brandweerlieden hadden tussen de brokstukken ritsen patroonhulzen gevonden.

### Onthullingen over de lading
Nog op de dag dat een parlementaire enquête werd voorgesteld, onthulde de NRC dat het toestel ook 190 liter oftewel 240 kilo DMMP aan boord had, goed voor de productie van 270 kilo sarin. Het is een van de vier essentiële grondstoffen voor het zenuwgas sarin.
Sarin is een dual-use-product. Volgens strijdgasdeskundigen was 190 liter voor een onderzoeksinstituut een ongewoon grote bestelling. Het jaarverbruik van sarin voor wetenschappelijk onderzoek is zelden hoger dan enige honderden grammen, in een enkel geval enige kilogrammen. Eerder hadden al meerdere leveringen van DMMP aan het Israëlisch Instituut voor Biologisch Onderzoek (IIBR) plaatsgevonden. Het was verpakt in minstens tien plastic vaatjes. Op de vrachtdocumenten die de Nederlandse autoriteiten hadden gekregen werd dat deel van de lading omschreven als "brandbare vloeistof". Deze lading was bestemd voor Israël's voornaamste staatsinstelling voor onderzoek naar de werking van gifgassen, het IIBR. Een dag na de onthulling gaf El Al toe dat een chemische stof werd vervoerd die wordt gebruikt voor de productie van het zenuwgas. De Israëlische regering verklaarde dat deze stof niet giftig is, de 190 liter DMMP bedoeld was voor het testen van filters tegen chemische wapens en volgens de internationale regelgeving op de vrachtbrief was aangegeven. Internationaal wordt aangenomen dat het IIBR een faciliteit is voor de productie van chemische en biologische wapens en tegengif tegen zulke wapens.

## Extra vrachtvluchten El Al
In april 1998 werd bekend dat El Al daags na de ramp hals over kop met minstens drie vrachtvluchten goederen van Schiphol naar Tel Aviv had laten afvoeren. Minstens één extra vlucht vertrok op de ochtend na de ramp, waartoe op de zondagavond ervoor pas was besloten. Een toestel met bestemming Amsterdam werd doorgestuurd naar Israël, waarbij op Schiphol nog 'enige' lading werd opgepikt. Hoewel de officiële onderzoekers naar de ramp het recht hadden de El Al-loods te doorzoeken, hadden zij dit (nog) niet gedaan. De extra vrachtvluchten wekten de indruk dat El Al voor de zekerheid de goederen liet afvoeren.

## Gezondheidsklachten
Om psychische schade te beperken werd door de GG&GD in samenwerking met het RIAGG nazorg verleend aan de getroffen buurtbewoners en hulpverleners.
Na ongeveer een jaar meldden zich echter steeds meer bewoners en hulpverleners bij artsen met lichamelijke klachten. Veel mensen legden een verband met de Bijlmerramp. Veel gehoorde lichamelijke klachten waren slapeloosheid, chronische luchtweginfecties, pijnen, impotentie en maag- en darmklachten.
In oktober 1993 werd door de Stichting Laka bekendgemaakt dat het vliegtuig verarmd uranium als balansgewicht vervoerde, iets wat in vliegtuigen niet ongebruikelijk is. De Stichting Laka baseerde haar bevinding op het concepteindrapport van de Raad voor de Luchtvaart, die in het voorjaar van 1993 besloot om in het eindrapport openheid te verschaffen omtrent de vondst van het weinig risicovolle verarmde uranium. Dit concepteindrapport zou behandeld worden op de openbare zitting van de Raad voor de Luchtvaart op 14 en 15 september in het Congrescentrum in Den Haag. Het Kamerlid Rob van Gijzel (PvdA) stelde hierop vragen aan minister Jorritsma van Verkeer & Waterstaat. De minister antwoordde dat op de avond van de ramp verondersteld mocht worden dat er geen relatie was tussen gezondheidsrisico's en de lading. Hierop stelde Rob van Gijzel dezelfde vragen aan minister Borst (Volksgezondheid). Minister Borst antwoordde dat "geen extreem giftige, zeer gevaarlijke of radioactieve stoffen" aan boord waren.
In 1994 werd voor het eerst gesproken over een groot medisch onderzoek onder de overlevenden en de hulpverleners, maar deskundigen achtten het onwaarschijnlijk dat de diversiteit van medische klachten veroorzaakt zou kunnen zijn door de Bijlmerramp. De GG&GD besloot daarop geen medisch onderzoek uit te voeren.
Maar hiermee was de speculatie over een relatie tussen de gezondheidsklachten en de ramp niet over. In 1996 stelde Tara Singh Varma (GroenLinks) vragen aan minister Borst over de gezondheidsklachten. Opnieuw antwoordde de minister dat er geen reden was om aan te nemen dat de Bijlmerramp tot gezondheidsklachten bij de overlevenden heeft geleid.
Een uitspraak in het parlement van Israël, de Knesset, in 1997 deed veel stof opwaaien. Een deskundige verklaarde in het Israëlische parlement dat bij de verbranding van uranium in de Boeing zeer gevaarlijke stoffen waren vrijgekomen, die een gevaar voor de volksgezondheid waren. Deze uitspraak leidde tot nieuwe Kamervragen, maar de betrokken ministers zagen geen aanleiding hun standpunt uit 1996 te wijzigen.
Op 12 september 1997 verschenen in Trouw rapporten van de Amerikaanse overheid, waarin stond dat verarmd uranium al vanaf 500 graden in stofdeeltjes uit elkaar valt, veel lager dan waar altijd van uitgegaan was. Naar aanleiding van Kamervragen van Rob van Gijzel over deze onthulling, zegde de minister van Volksgezondheid een inventariserend onderzoek toe naar de gezondheidsklachten. Dit onderzoek liep echter al voor de start vertraging op.
Een onderzoek door het Zweedse Biospectron in opdracht van Stichting Visie, naar de ontlasting van 15 bij de ramp betrokken hulpverleners en bewoners leverde zorgwekkende signalen op over hoge doses uranium bij verscheidene slachtoffers. Stichting Visie riep op tot verder specifiek gericht, individueel onderzoek. Toxicoloog Frederik de Wolff van de Universiteit Leiden adviseerde de Stichting de resultaten niet naar buiten te brengen, omdat de toegepaste methode om uranium te ontdekken niet valide was. Desondanks veroorzaakte de onthulling weer politieke ophef.

### Medisch onderzoek AMC
In mei 1998 startte het eerste medische onderzoek naar de gevolgen van de Bijlmerramp, uitgevoerd door het AMC. Dit onderzoek werd met vragenlijsten afgenomen. De eerste conclusies waren dat er gevallen van auto-immuunziekten waargenomen waren. Geadviseerd werd het bloed van bepaalde patiënten nader te onderzoeken. De minister volgde dit advies niet op, omdat zij het onwaarschijnlijk achtte dat deze waarnemingen een direct verband hadden met de Bijlmerramp. Het onderzoek van het AMC ging intussen verder en in januari 1999 maakte het AMC bekend dat er mogelijk zestien gevallen van auto-immuunziekten gevonden waren waarbij een verband met de Bijlmerramp kon worden gelegd. Later werden hier nog twee gevallen aan toegevoegd.
De Gezondheidsinspectie stuurde naar aanleiding van deze conclusie een brief naar alle huisartsen in Nederland, met het verzoek extra alert te zijn op auto-immuunziekten, vooral wanneer de patiënt een verband legde met de Bijlmerramp. In deze brief werd (naar later bleek ten onrechte) gesproken over 28 gevallen van auto-immuunziekte die uit het AMC-onderzoek waren gekomen. Het aantal gevallen van auto-immuunziekten met een mogelijk verband met de Bijlmerramp werd in april 1999 vastgesteld op twaalf.
De minister van Volksgezondheid had inmiddels al toegezegd dat iedereen die dat wilde zich medisch kon laten onderzoeken. Deze toezegging kwam mede omdat de openbare verhoren van de parlementaire enquêtecommissie voor nieuwe onrust zorgden.

### Medisch onderzoek RIVM
Naast het AMC-onderzoek, deed ook het Rijksinstituut voor Volksgezondheid en Milieu (RIVM) onderzoek naar de gezondheidsklachten en de relatie met de Bijlmerramp. Het RIVM kwam tot de conclusie dat er weliswaar schadelijke stoffen bij de brand waren vrijgekomen, maar dat de gezondheidsrisico's klein waren. Het RIVM schatte het risico op 1 à 2 extra gevallen van kanker per 10.000 blootgestelde mensen. Hoewel het RIVM het onwaarschijnlijk achtte dat de Bijlmerramp op grote schaal tot gezondheidsproblemen heeft geleid, sloot het RIVM niet uit dat er in individuele gevallen wel een verband is. De kans op vergiftiging door uranium werd minimaal geacht.
Volgens een stralingsdeskundige zouden de gezondheidsklachten van omwonenden en hulpverleners niet zozeer zijn veroorzaakt door het verarmde uranium uit het staartstuk van het vliegtuig en uit eventuele militaire goederen, maar vooral door de cocktail van giftige stoffen – waaronder cyanides, dioxines en allerlei metaaldampen – die bij de brand waren vrijgekomen.

### Medische ontwikkelingen vanaf 2000
De belangenorganisatie SchipholWatch maakte in 2022 bekend dat er in de Bijlmer nog veel giftige stoffen in de bodem en het grondwater zitten, die mogelijk de medische klachten van bewoners kunnen verklaren. Gebleken is dat de ramplocatie onder meer vergiftigd is door PFOS, dat destijds waarschijnlijk in het brandblusschuim AFFF zat. Ook op Schiphol zelf is PFOS in de grond aangetroffen.

## Grond- en stofmonsters
Op 1 oktober 1998 publiceerde Trouw dat er uranium- en plutonium-gerelateerde stoffen in de bodem en de hangar met de wrakstukken waren aangetroffen die niet op de vrachtlijsten stonden vermeld. Er was veel tributylfosfaat (TBP) aangetroffen, dat gebruikt wordt bij de terugwinning van uranium en plutonium uit brandstofstaven van kerncentrales. TBP mag volgens de IAEA-lijst niet in Israël worden toegepast. Voorts vond men veel zirkonium, dat voornamelijk in de nucleaire industrie wordt verwerkt, bijvoorbeeld op uranium brandstofstaven. Er werd ook lanthaan en cerium gevonden, dat gebruikt wordt voor munitie met kogelpunten van verarmd uranium. Hoge concentraties aan TBP waren in 1993 al in Bijlmergrond gevonden. Diverse laboratoria vonden hoge concentraties uraniumstof in de monsters. Op de rampplek werd tevens de blauwe munitie met verarmd uranium gevonden, die gewoonlijk door Israël in de VS wordt besteld.
In 1995 hadden de Economische Controledienst, Binnenlandse Veiligheidsdienst en douane al geconstateerd dat er via Schiphol een omvangrijke doorvoer van wapens van en naar Israël bestaat. De commissie-Meijer ontdekte dat er geheime afspraken tussen Nederland en Israël bestaan omtrent El Al-vluchten.

## Parlementaire enquête
Omdat in de media geruchten bleven gonzen over de achtergronden van de ramp, besloot de Tweede Kamer in april 1998 tot instelling van een werkgroep die alle gebeurtenissen moest inventariseren rond de toedracht en afwikkeling van de ramp. Deze werkgroep, onder leiding van CDA-Kamerlid Theo Meijer, adviseerde een parlementaire enquete te houden om te proberen de openstaande vragen beantwoord te krijgen. In oktober 1998 begon de parlementaire enquêtecommissie.
Na enkele maanden voorbereiding begonnen de openbare verhoren op 27 januari 1999. In totaal werden negentig getuigen gehoord. De exacte samenstelling van de lading, met name gevaarlijke stoffen, was een van de speerpunten in de parlementaire enquête. In de tweede week van de verhoren maakte de commissie bekend dat zij beschikte over bewijzen dat de Luchtverkeersbeveiliging (LVB) van het begin af aan had geweten dat de lading van het ramptoestel giftige stoffen bevatte, maar dit op verzoek van El Al verzwegen had. Deze onthulling leidde tot grote politieke verontwaardiging en verschillende topambtenaren werden op non-actief gesteld. Uit een op tape vastgelegd gesprek tussen Schiphol en een functionaris van El Al bleek dat al minuten na de crash, was gewaarschuwd voor de lading van het vliegtuig. In een tweede gesprek anderhalf uur later, werd er op aangedrongen om de exacte aard van de lading niet bekend te maken. Na een moeizame speurtocht naar de documenten over de ontbrekende 34 ton, concludeert
de enquêtecommissie in par. 4.3.6 van haar eindrapport, dat er niet met de lading gefraudeerd is. Zij wijt de geconstateerde verschillen aan diverse fouten in de documenten.
Op 22 april 1999 presenteerde de commissie haar eindconclusies. De enquêtecommissie was vernietigend over de informatievoorziening van premier Wim Kok en vooral de vicepremiers Annemarie Jorritsma en Els Borst aan de Tweede Kamer. Meerdere malen was de Tweede Kamer verkeerd voorgelicht. Verder had de commissie kritiek op het gebrek aan informatievoorziening van ambtenaren aan de verantwoordelijken, het gebrek aan coördinatie en het doorschuiven van verantwoordelijkheden. Ook vond de commissie dat de berging niet goed was verlopen en dat het onderzoek van de Raad voor de Luchtvaart op bepaalde punten niet deugde.

## Politieke nasleep
Het debat over het rapport van de enquêtecommissie in de Tweede Kamer eindigde voor veel mensen in een teleurstelling. Vooral overlevenden hadden hun hoop gevestigd op de commissie en hoopten via de politiek hun gelijk te krijgen.
Vrijwel alle politieke partijen namen de belangrijkste en politiek meest gevoelige conclusies van de enquêtecommissie niet over. Alleen de SP, het CDA en GroenLinks konden zich vinden in de aanbevelingen van de enquêtecommissie. Bovendien vonden veel Kamerleden dat de commissie de getuigen te veel als verdachten had behandeld. Wel kreeg de commissie lof voor het boven tafel halen van de inhoud van het vrachtvliegtuig.
De behandeling van het rapport werd vertraagd door de val van het kabinet na het afwijzen van de referendumwet in de Eerste Kamer en de daarop volgende lijmpoging. Ondanks de felle kritiek op hun functioneren haalde een motie van wantrouwen tegen Kok, Jorritsma en Borst het niet. In plaats daarvan kwamen de coalitiepartijen met de Motie Melkert, genoemd naar de toenmalige fractievoorzitter van de PvdA Ad Melkert, waarin "de regering werd gevraagd lessen te trekken uit de tekortkomingen bij de afhandeling van de Bijlmerramp". De paarse partijen, uitgezonderd de PvdA-leden Rob van Gijzel en Rob Oudkerk en D66-lid Augusteijn, verwierpen de motie van wantrouwen en namen de motie Melkert aan. Commissielid Van den Doel stemde tegen de conclusies van de enquêtecommissie.

## Geheimhouding
De meeste stukken van het onderzoek van de RLD zijn nog altijd geheim tot minstens 2062.
Burgemeester Ed van Thijn had in 1993 al de tergend lange duur van het RLD-onderzoek bekritiseerd. RLD-directeur Henk Wolleswinkel verklaarde toen, dat een dergelijk onderzoek volgens de wet nu eenmaal niet openbaar is. "Als in de wet staat dat een onderzoeksrapport niet openbaar is, dan heeft de wetgever een steek laten vallen."
Veel details over de Bijlmerramp lagen volgens Rob van Gijzel onder geheimhouding en nog meer bewijzen zijn vernietigd, allerlei geluids- en filmopnames in de prullenbak gegooid. De geheimhouding op veel documenten, die in 2022 zou aflopen, werd kort tevoren verlengd zonder duidelijke reden. Op 13 april 2023 diende Kamerlid Pieter Omtzigt een bijna Kamerbreed ondertekende motie in om de geheimhouding deels op te heffen. Het Adviescollege Openbaarheid en Informatiehuishouding bood 6 juli 2023 aan de Tweede Kamer een Plan van Aanpak aan om te onderzoeken of gedeeltelijke vrijgave mogelijk is, rekening houdend met onder meer de openbaarheidsbeperking van het Verdrag inzake de internationale burgerluchtvaart.
Sinds 10 september 2024 is een deel van het archief openbaar gemaakt.

## Kritiek op onderzoek RLD
Trouw-journalist Vincent Dekker schreef een kritisch boek onder de titel Going down, Going down, de ware toedracht van de Bijlmerramp, over het onderzoek naar de Bijlmerramp. Daarin richt hij zijn pijlen met name op de Rijksluchtvaartdienst (RLD), die in 1992-93 het onderzoek naar de oorzaak van de ramp leidde. Dekker stelt daarin, dat de RLD de toedracht van de ramp van meet af aan heeft willen verdoezelen. Dat de El Al-Boeing tijdens de fatale vlucht twee motoren verloor was volgens hem niet de oorzaak van de ramp, maar het feit dat het toestel met goedkeuring van de verkeersleiding tot tweemaal toe een ronde boven Amsterdam vloog, in plaats van het bevel te krijgen voor een noodlanding in het IJsselmeer. Volgens Dekker is het onjuist dat de verkeersleiding daartoe niet de bevoegdheid had.
Volgens Dekker heeft de RLD bewust verzuimd aanbevelingen te doen om de veiligheid van woonwijken in de toekomst te vergroten. Hij stelt dat de economische belangen van Schiphol zwaarder wegen dan de risico's voor omwonenden. Ook schrijft hij dat Wolleswinkel willens en wetens heeft verzuimd suggesties te doen over het vervoer van chemicaliën door de lucht, het vervangen van de Buitenveldertbaan en het weren van uranium uit vliegtuigen. De RLD had de angst dat de waarheid over de rampvlucht de groeiplannen van Schiphol zou vertragen. Dekker noemt het ook opmerkelijk dat tal van mensen met wie hij beroepshalve sprak, door hun superieuren een spreekverbod kregen opgelegd en dat hun verklaringen niet in het RLD-rapport over de ramp zijn terug te vinden. Volgens De Groene had de RLD eerder al gesjoemeld met cijfers rond de uitbreiding van Schiphol en tijdens het eerste onderzoek naar de Bijlmerramp van alles verzwegen, zoals de aanwezigheid van het verarmde uranium.
Dekker verweet de RLD ook hem in zijn journalistieke onderzoek naar de Bijlmerramp te hebben willen schaden en zelfs te hebben geïntimideerd. Wolleswinkel zei in 2017, 25 jaar na dato, daarentegen dat hij zelf juist door de overheid was tegengewerkt. Er was afgesproken dat het onderzoek conform de nieuwe Luchtvaartongevallenwet zou plaatsvinden, waarbij hij zou worden aangestuurd door de Raad voor de Luchtvaart en niet door de minister. Minister Maij-Weggen liep hem echter tegen de afspraken in voortdurend voor de voeten en gaf hem in strijd met de wet politieke instructies, waardoor de onafhankelijkheid van het onderzoek ernstig werd aangetast. Persbijeenkomsten werden door Maij-Weggen geblokkeerd. Ze wilde niet dat de RLD met een eigen verhaal naar buiten zou komen. Wolleswinkel, in dienst van de RLD, deed onderzoek naar de rol bij de ramp van de verkeersleiding en de luchtvaartinspectie die deel uitmaakten van dezelfde organisatie.

### Kritiek op boek van Dekker
In 2023 beschreef RLD-onderzoeker Henk Pruis in een aantal recensies van Dekkers boek Going Down, Going Down dat hij het op grond van de feiten oneens was met de analyses van Dekker. De FDR werd in hangar 8 gevonden, en niet in de Bijlmermeer. Uit -onder anderen- de FDR gegevens bleek dat de motoren met stabiele N1 (toerental van de Fan), N2 (toerental lage druk compressor), EGT (Exhaust Gas Temperature) en EPR (Engine Pressure Ratio) normaal functioneerden tot het moment van afbreken. Er was dus geen sprake van een zogenaamde stall. Ook tekende hij bezwaar aan tegen Dekkers stelling dat een landing op het IJsselmeer meer voor de hand had gelegen. Pruis schreef een aantal zeer kritische recensies met betrekking tot de heruitgave van het boek Going down Going Down in 2022 van journalist Vincent Dekker. Hij betoogt dat de auteur de feiten onvoldoende kent en er onzorgvuldig en selectief mee omgaat. In zijn ogen is het boek achterhaald en vertelt het niet het eerlijke verhaal.
In 2023 stelden Pruis en de nabestaanden van Wolleswinkel hun persoonlijke archieven beschikbaar aan het Historisch Nieuwsblad, dat in september 2024 een artikel en weerlegging van de belangrijkste complottheorieën publiceerde. Pruis startte een website waarop oorspronkelijke broninformatie met betrekking tot het ongevallenonderzoek te vinden is.

## Sloop flats
Anderhalve maand na de ramp vergaderden bewoners van Groeneveen of hun flat moest worden afgebroken of weer opgebouwd; zij kozen voor wederopbouw. Veel bewoners trokken echter weg; een deel van hen keerde later alsnog terug. Naderhand zijn er 161 Groeneveense appartementen gesloopt; 320 flatwoningen van Groeneveen zijn gespaard. Klein-Kruitberg is geheel afgebroken. Het terrein van de voormalige flats ligt sindsdien braak en is onderdeel geworden van het omliggende park.

## Slachtoffers
In de getroffen woningen stonden volgens het bevolkingsregister 239 mensen ingeschreven. Omdat er op de avond na het neerstorten slechts enkele tientallen gewonden naar ziekenhuizen in de omgeving waren overgebracht, vreesde de brandweer dat het aantal doden enorm moest zijn. De hulpverleners en bergers zochten in de berg smeulend puin naar eventuele overlevenden en lichamen en lichaamsdelen van slachtoffers.
De identificatie van de slachtoffers was lastig. In eerste instantie was er een lijst met 1.566 vermiste personen. Deze lijst was zo lang omdat er mensen waren die misbruik van deze ramp maakten door mensen valselijk als vermist op te geven, bijvoorbeeld wegens betalingsverplichtingen van de 'vermiste'. Door de vele illegaliteit bleken de meest juiste bronnen de postorderbedrijven en dierenartsen te zijn.

### Slachtoffercijfers
In de dagen na de ramp steeg het aantal vermisten tot boven de 1.500. Vanuit de overheid werd in eerste instantie rekening gehouden met een dodental van boven de 200, vaak 250. Later werd het aantal doden officieel vastgesteld op 43, wat voor een ramp van deze omvang een klein aantal genoemd kon worden. Belangrijkste redenen waren dat het vliegtuig slechts één passagier vervoerde en dat veel mensen op het moment van de crash niet thuis waren. In totaal waren er 26 gewonden. Elf daarvan moesten in een ziekenhuis worden opgenomen. De parlementaire enquêtecommissie concludeerde in 1998 dat het gevonden aantal lichamen overeenkwam met het aantal vermisten en dat er dus geen redenen waren om te veronderstellen dat het werkelijke dodencijfer hoger lag. Over het werkelijke aantal bleef evenwel twijfel bestaan, met name vanwege gevonden lichaamsdelen die niet aan vermisten konden worden gekoppeld. Ook is er een veronderstelling dat van een onbekend aantal slachtoffers geen lichaamsdelen zijn gevonden, bijvoorbeeld omdat de lichamen volledig zouden zijn verbrand. De Schotse patholoog A. Busuttil schatte dat 10 tot 20 procent van de slachtoffers geheel zou kunnen zijn verast. Ook brandweerlieden gingen van deze mogelijkheid uit. Zij zagen nog rechtopstaande flats met slaapkamers waarin alles van de aardbodem was verdwenen, behalve nog maar een metalen frame, vermoedelijk van het bed.
Het relatief lage slachtoffercijfer werd door sommigen verklaard doordat er mogelijk veel illegaal verblijvende personen in de flats woonden. Veel van hen waren mogelijk omgekomen of zouden humanitaire hulp nodig hebben, zonder dat de buitenwereld het wist. Om hierover duidelijkheid te krijgen hoeveel mensen zonder papieren ten tijde van het ongeluk in de flats zouden hebben gewoond, riep de overheid hen op zich te melden. Burgemeester Ed van Thijn besloot vervolgens, in overleg met staatssecretaris Aad Kosto, dat illegalen die de ramp hadden overleefd in aanmerking zouden komen voor een verblijfsvergunning. Zij zouden op de zogeheten Kosto-lijst komen. Hiervan werd echter massaal misbruik gemaakt: binnen enkele weken beweerden 1797 personen dat zij in Groeneveen of Klein-Kruitberg zouden hebben gewoond, terwijl de meesten in feite elders woonden. Sommigen waren zelfs van buiten Nederland (zoals Brussel) naar Amsterdam gereisd om aanspraak te komen maken op de regeling. Na een grondige screening kwamen er 91 mensen op de Kosto-lijst, waarvan er uiteindelijk 55 een definitieve verblijfsvergunning kregen. De lijst van vermisten is na systematisch onderzoek uiteindelijk gereduceerd van bijna 1.600 naar 0.

## Herdenking

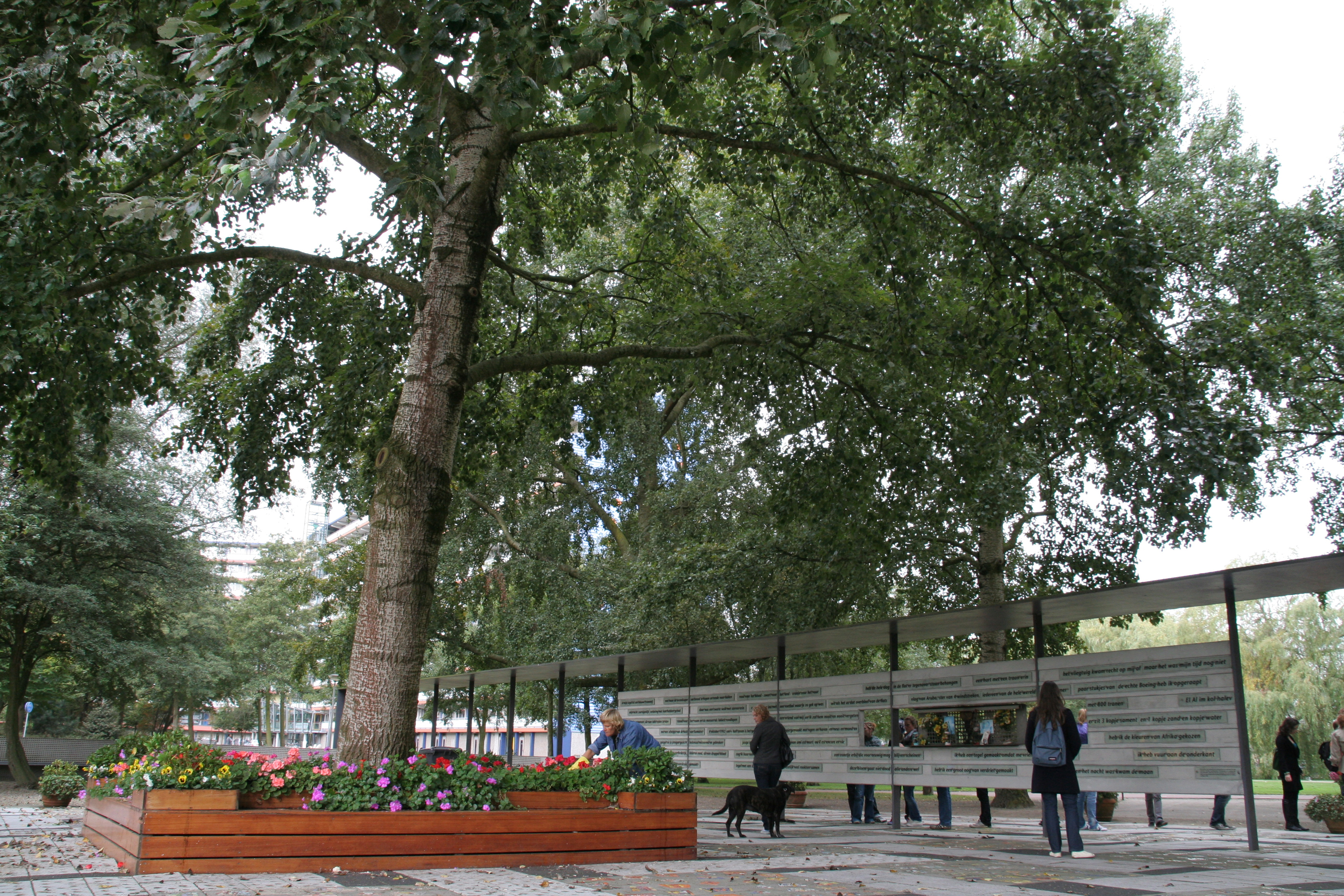
'De boom die alles zag'.

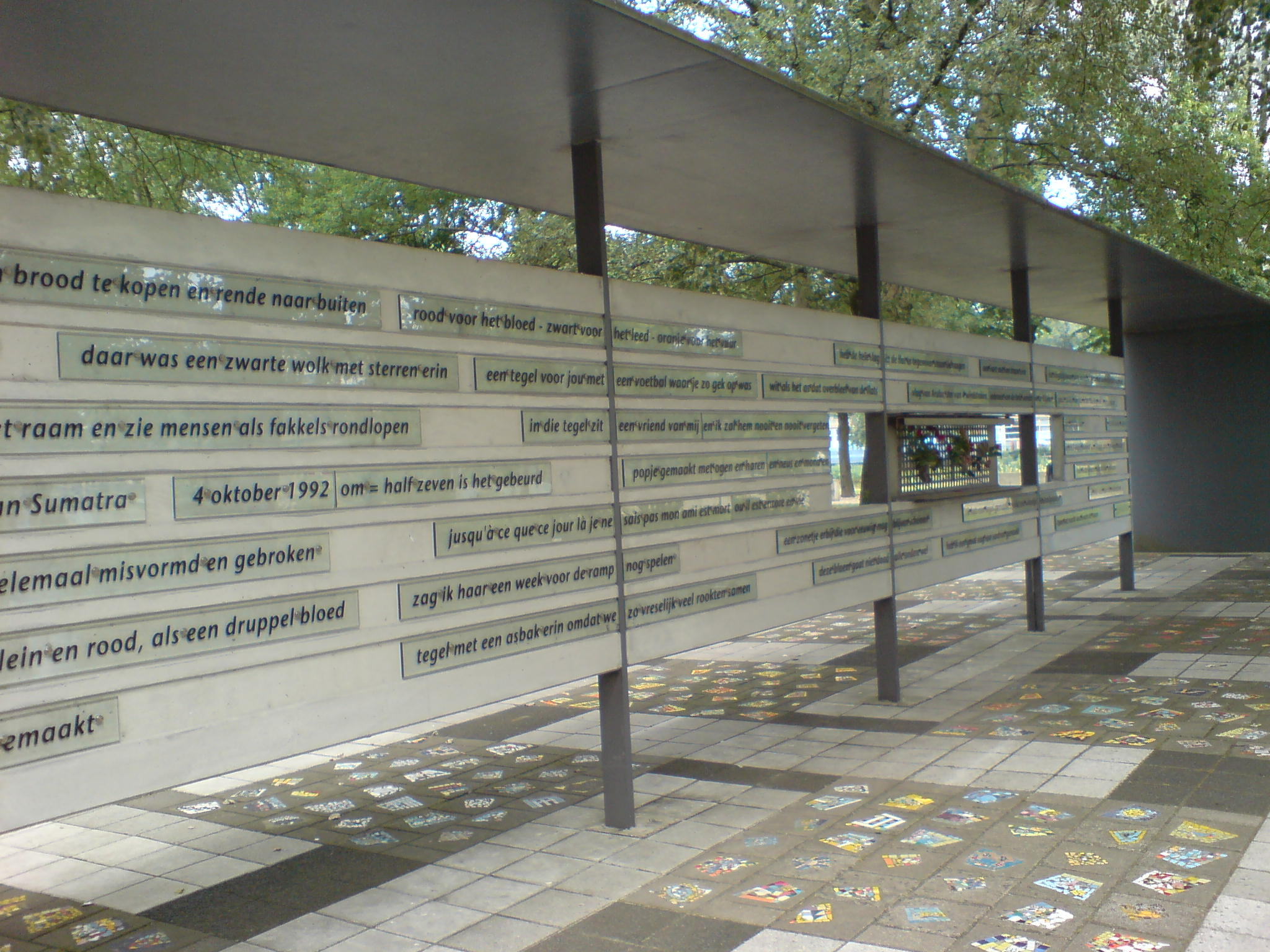
Monument voor de Bijlmerramp door Hertzberger

De overlevenden en nabestaanden van de ramp richtten snel na de ramp een herdenkingsplaats in rondom "de boom die alles zag", een boom op de rampplek die de crash en de brand had overleefd. Rondom deze boom werden waxinelichtjes en foto's geplaatst. Al snel werd deze plek een belangrijke plaats voor mensen die hun verdriet wilden verwerken. Later werd deze plaats wat geïnstitutionaliseerd: door de architect Herman Hertzberger werd er een soort galerij opgericht met teksten die betrekking hebben op de ramp en met mozaïektegels die bewoners, overlevenden en hulpverleners zelf hebben gemaakt onder leiding van Akelei Hertzberger, de dochter van de architect. Door de gemeente Amsterdam werd later een nieuw monument opgericht. Dit leidde tot woede onder bewoners, omdat zij niet betrokken waren bij dit monument en zij zich er niet in herkenden. Voor het beheer en onderhoud van het monument werd de "Stichting Beheer Het Groeiend Monument" opgericht.

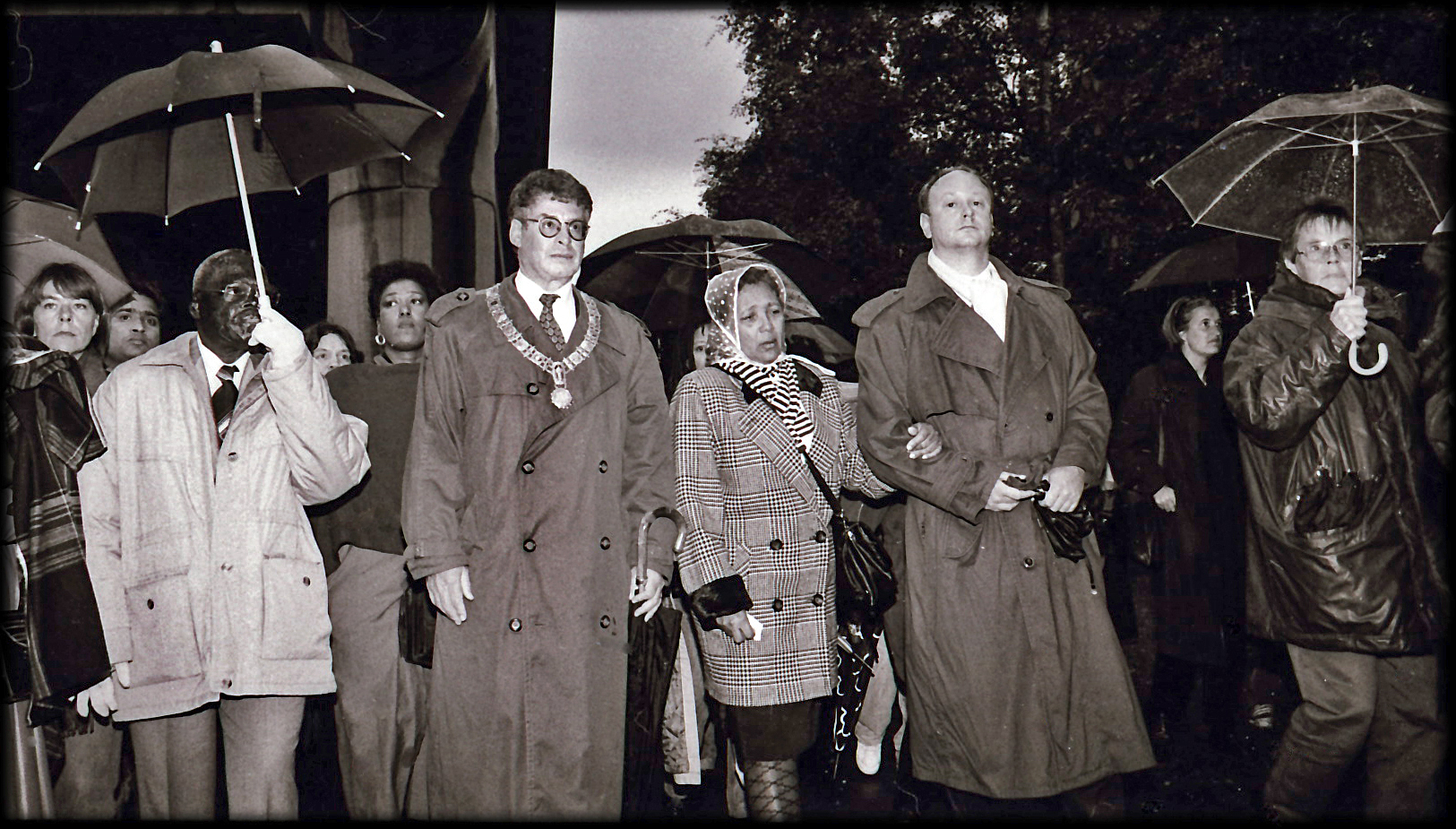
Ed van Thijn, burgemeester van Amsterdam, tijdens de eerste herdenking van de Bijlmerramp, een paar dagen na de crash, in de Bijlmermeer.

Jaarlijks vindt bij "de boom die alles zag" een herdenking van de slachtoffers plaats. Tijdens deze herdenking vliegen er geen vliegtuigen over de Bijlmer, normaal een drukke aanvliegroute voor Schiphol.
De regering besloot op initiatief van Van Gijzel (PvdA) tot het oprichten van een financieel noodfonds (Hulpfonds Gedupeerden Vliegramp Bijlmermeer) dat slachtoffers met ernstige psychosociale problemen een eenmalige tegemoetkoming wilde geven.

## Tv-series
- In 2022 werd de vijfdelige tv-docudramaserie Rampvlucht[72] uitgezonden door de KRO-NCRV, het laatste deel exact 30 jaar na de Bijlmerramp. Rampvlucht combineert feiten over de Bijlmerramp met fictie.
- In januari 2023 werd de driedelige Israëlische documentaireserie Murky Skies uitgezonden door de VPRO op NPO 2: the Crash, the Cargo en The Cover-Up. Internationale coproductie van onder andere VPRO, ZDF en Arte. Regisseur: Noam Pinchas.[73]